# Pravična trgovina
Pravična trgovina (angl. Fairtrade) je gibanje, ki si prizadeva za etično svetovno trgovino. Izdelkom, ki zadostijo njegovim kriterijem, podeli posebno oznako. Certificirani izdelki so večinoma hrana in tekstil.
Vodita ga Svetovna organizacija za pravično trgovino, ki postavlja kriterije in smernice razvoja PT in Fairtrade International, ki skrbi za prodajo izdelkov. Začelo se je leta 1988, ko je nizozemsko podjetje vzpostavilo prvo certificiranje za etično pridelano kavo iz Indonezije pod znamko Max Havelaar.
V Sloveniji Pravično trgovino vodi Živa Lopatič z Zavodom za pravično trgovino, 3MUHE.

## Pomisleki in težave
Nekatere trgovske verige in živilske korporacije se odpovedujejo oznaki PT in vzpostavljajo lastne certifikacijske sheme. Organizaciji, ki vodita PT, imata vsaka svoje mnenje o tem, ali naj njene izdelke prodajajo mali ali veliki trgovci. Kriteriji za pridobitev certifikata so za prehrambeno industrijo premalo strogi in omogočajo izkoriščanje, saj za certifikat zadostuje že ena surovina, pridelana po teh kriterijih.
V želji po večji prodaji gibanje FT znižuje lastne kriterije in pridelovalcem, ki niso vključeni v njeno shemo, gre finančno celo bolje. Očitajo ji tudi, da je vključena v konvencionalno trgovino, čeprav se označuje za njeno alternativo,  ter da gre denar k veliki skupini zahodnjakov srednjega razreda, ki so v tej shemi zaposleni.